# Заозерна (Варгашинський район)
Заозе́рна (рос. Заозёрная) — присілок у складі Варгашинського району Курганської області, Росія. Входить до складу Мостовської сільської ради.
Населення — 77 осіб (2010, 99 у 2002).